# 阿尼耶河
阿尼耶河（法語：Anille，法語發音：[anij]）是法国卢瓦尔河地区大区萨尔特省的河流，是布赖河的右支流，长27.3千米，发源自阿尼耶河畔孔夫朗，于拉沙佩勒于翁和布赖河畔贝塞流入布赖河。